# Württemberg-Baden
Württemberg-Baden va ser un estat de la República Federal d'Alemanya. Va ser creat al 1945 per les forces d'ocupació nord-americanes, a partir de territoris de l'Estat Lliure Popular de Württemberg i de la República de Baden. La seva capital fou Stuttgart. El 1952 es va unir amb Württemberg-Hohenzollern i l'Estat de Baden per formar l'actual Baden-Württemberg.

## Història

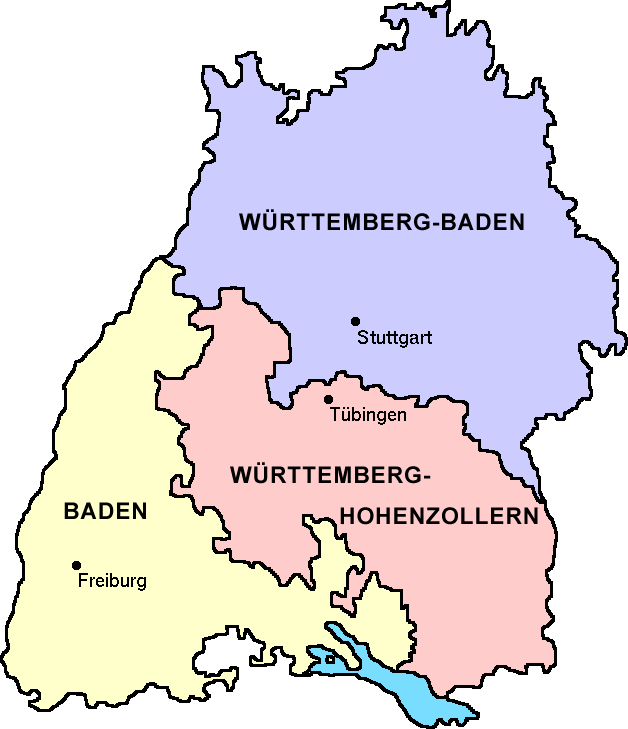
Els tres estats que es van fusionar per formar Baden-Württemberg el 1952.

Württemberg-Baden consistia en les meitats del nord dels antics estats de Württemberg i de Baden. La frontera sud d'aquesta part de la zona administrada pels Estats Units va ser fixada de tal manera que l'autobahn de connexió entre Karlsruhe i Múnic (en l'actualitat Bundesautobahn 8) fos completament continguda dins de la zona americana.. Les tres grans subdivisions de la zona americana (Gran Hessen, Baviera i Württemberg-Baden) van ser declarades el 19 de setembre de 1945.
El 24 de novembre de 1946, es va promulgar una nova constitució i es va triar el primer parlament de Württemberg-Baden. El 23 de maig de 1949, l'Estat es va convertir en membre fundador de la República Federal d'Alemanya.
Una consulta es va celebrar el 24 de setembre de 1950 a Württemberg-Baden, Württemberg-Hohenzollern i Baden sobre una fusió dels tres estats, seguida d'un referèndum públic el 16 de desembre de 1951. En ambdues ocasions, els electors a Württemberg-Baden van donar una clara majoria a favor d'una fusió. Els tres estats es van unir i l'estat alemany modern de Baden-Württemberg va ser fundat el 25 d'abril de 1952.

## Administració
L'únic ministre-president de Württemberg-Baden va ser Reinhold Maier (DVP). Maier va passar a ser el primer ministre-president de Baden-Württemberg després de la seva formació el 1952.
Württemberg-Baden estava subdividit en dos districtes administratius, coneguts com a Landesbezirke. Els límits d'aquests dos districtes van ser presos de dues seccions estatals anteriors que formaven part de Württemberg-Baden. Aquests dos districtes romanen pràcticament inalterats avui com el Regierungsbezirke de Stuttgart (Württemberg) i Karlsruhe (Baden) a Baden-Württemberg.

## Bandera i escut d'armes
La bandera de Württemberg-Baden, adoptada el 1947, era la bandera d'Alemanya tricolor d'or, negre i vermell que posteriorment també va ser adoptat de nou pels nous estats alemanys fundats el 1949, la República Federal d'Alemanya i la República Democràtica Alemanya.
L'escut d'armes combinava elements dels dos estats predecessors: la franja vermella sobre un camp daurat de l'escut d'armes de Baden i les tres banyes de cérvols de l'escut de Württemberg.

## Ministre-President de Württemberg-Baden
- 1945-1952: Reinhold Maier (DVP)

## Presidents del Landtag
- 1946-1946; Wilhelm Simpfendörfer (CDU)
- 1947-1952: Wilhelm Keil (SPD)